# Edmond Bonet
Pour les articles homonymes, voir Bonet.
Edmond Bonet, né le 30 septembre 1838 dans le 5e arrondissement de Paris et mort le 20 janvier 1912 à Rouen, est un sculpteur français.

## Biographie
Edmond Bonet est issu d'une famille de sculpteurs originaire du Dauphiné. En 1869, il obtient un second prix pour le monument du maire Charles Verdrel et il réalise quelques années après celui de Amédée Méreaux. Il travaille ensuite à l'église Sainte-Madeleine de Rouen et à l'église Saint-Jean d'Elbeuf. Il réalise les fonts baptismaux de la basilique Notre-Dame de Bonsecours. On lui doit les monuments funéraires de Théodore Bachelet, de l'abbé Cochet, du docteur Le Brument, la fontaine de Louis Bouilhet ainsi que le monument en marbre du cardinal de Bonnechose dans la cathédrale Notre-Dame de Rouen.
Il travaille à la restauration de nombreux monuments : portail sud et abside de l'église Saint-Vincent de Rouen, sacristie, nef et grand portail de la cathédrale de Rouen, fierte Saint-Romain, Gros-Horloge, portail de l'église Saint-Paul de Rouen, palais Bénédictine à Fécamp, salle du conseil de l'hôtel de ville de Rouen.
Il est l'auteur du maître-autel de l'église Saint-Romain de Rouen (1895) et des sculptures du château de Saint-Pierre-de-Varengeville.
Il réalise la reconstitution du vieux Rouen présentée à l'Exposition nationale et coloniale de Rouen de 1896 conçue par Jules Adeline.
Le siège de la société était au no 4 rue du Gros-Horloge et l'atelier au no 96 avenue du Mont-Riboudet.
Il meurt à son domicile, no 39 rue Verte à Rouen. Ses obsèques sont célébrées dans l'église Saint-Romain de Rouen et il est inhumé au cimetière monumental de Rouen.

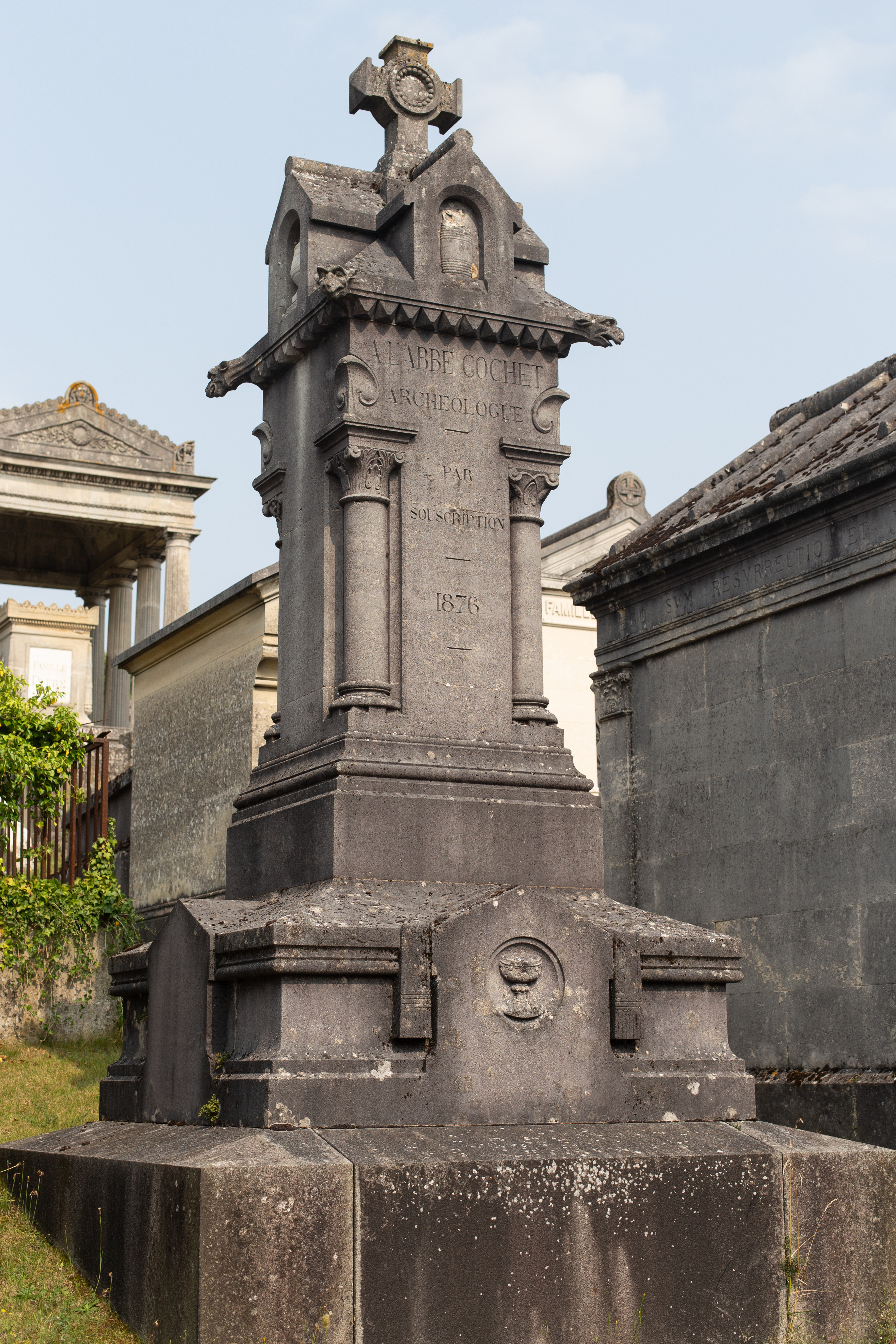
Sépulture de l'abbé Cochet au cimetière monumental de Rouen.
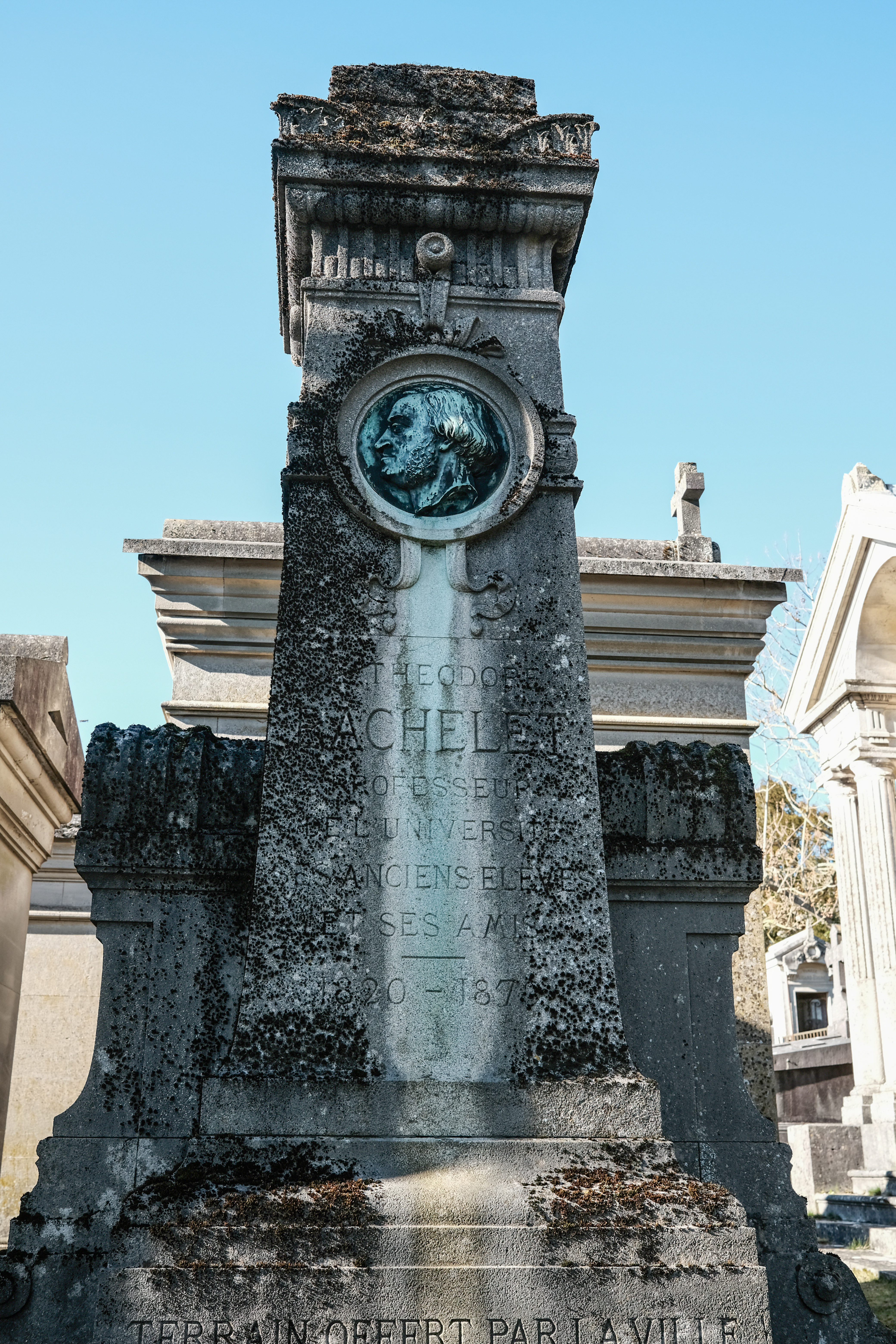
Sépulture de Théodore Bachelet au cimetière monumental de Rouen.
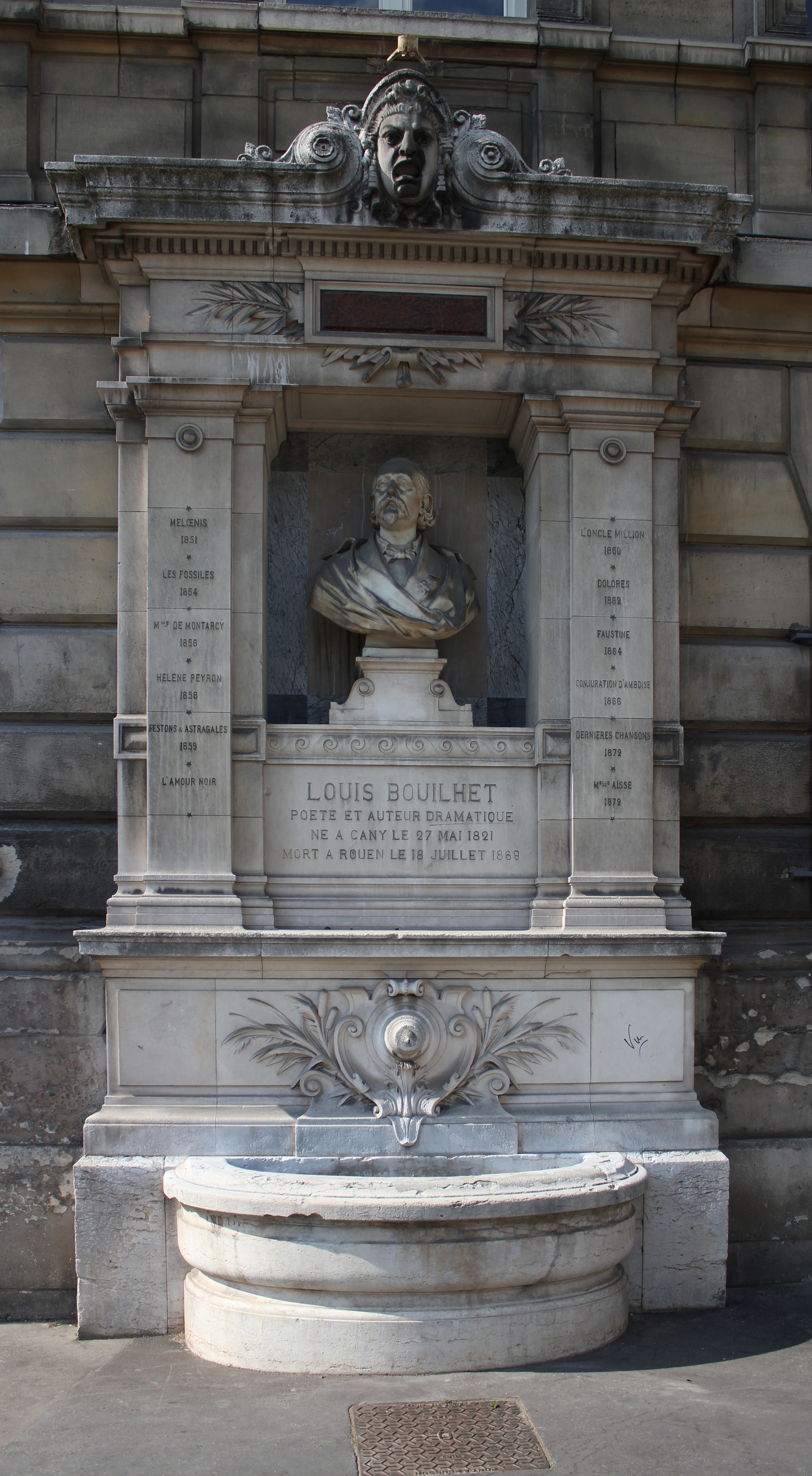
Monument érigé en hommage à Louis-Hyacinthe Bouilhet, à Rouen.

## Distinctions
- Officier d'académie.